# Mélykút
Mélykút là một thành phố thuộc hạt Bács-Kiskun, Hungary. Thành phố này có diện tích 123,46 km², dân số năm 2010 là 5306 người, mật độ 43 người/km².